# カラーパープル (2023年の映画)
『カラーパープル』（原題：The Color Purple）は、2023年のアメリカ合衆国のミュージカル映画。監督はブリッツ・バザウーレ、出演はファンテイジア・バリーノとタラジ・P・ヘンソンなど
アリス・ウォーカー原作の同名小説をブロードウェイでミュージカル化した作品を基にミュージカル映画としてリメイク。1985年の映画版を監督したスティーヴン・スピルバーグや前作に出演したオプラ・ウィンフリー、前作で音楽を担当したクインシー・ジョーンズが製作している。
2023年8月3日、アンブリン・パートナーズにおいて、ハズブロはeOneのエンターテインメント資産をライオンズゲートに5億ドルで売却することで合意したと発表し、取引は同年12月27日に完了したため、日本におけるハズブロジャパンは、アンブリン・パートナーズ製作作品の提供が無くなった。

## ストーリー
1909年のアメリカ。南部ジョージア州のアフリカ系アメリカ人の町で、セリーは14才になったが、すでに父親の子を2度も出産し、生まれた子はその日のうちに父親が、子供のいない家庭に売り渡した。醜いと言われるセリーに対して妹のネティは美人で、求婚に来る“ミスター”ことアルバート。だが、父親が嫁に出したのはセリーだった。
アルバートの家は荒れ放題で、先妻との3人の子供は躾けも出来ていない。結婚式も挙げずに家事に追われるセリー。そこへ、父親に体を求められ怯えたネティが逃げ込んで来た。最愛の妹との同居を喜ぶセリー。だが、アルバートにも迫られたネティは、手紙を書くと言い置いて去って行った。セリーは手紙を待ち続けたが、アルバートはセリーが郵便受けに触れる事を許さなかった。
1917年。アルバートの息子でろくでなしのハーポがソフィアと結婚した。沼地に家を建て、セリーの友達になるソフィア。だが、セリーと違って夫からの暴力を拒否する気の強いソフィアはハーポを見限り、生まれた赤ん坊を連れて出て行った。
1922年。人気歌手のシュグが町に帰って来た。家に招いた際に気絶したシュグを看病するアルバート。彼女はアルバートが長年、入れ込んで来た想い人だった。面倒をみるうちに、シュグと友情を育むセリー。シュグは町の牧師の娘だったが、ブルースを歌う娘を牧師は否定し、口をきこうともしなかった。
ソフィアと住んでいた家を酒場に改造するハーポ。禁酒法時代ながらシュグが歌い初めをした店は繁盛した。だが、シュグは大都市のメンフィスに巡業するという。シュグに誘われて初めて映画も観て、新しい世界があることに気づくセリー。
アルバートが酔い潰れた朝、郵便配達から手紙を受け取ったシュグは、セリー宛のネティの手紙を見つけた。アルバートがネティからの手紙を隠し続けていた事を知り、家探しして大量のネティの手紙を見つけるセリーとシュグ。ネティは、セリーの生んだ赤ん坊たちを引き取った牧師夫妻と共にアフリカに伝道に赴いていた。セリーの子供たちの世話を焼いていると手紙で伝えるネティ。
ソフィアに誘われて町に出るセリー。だが、白人の市長夫人が嫌がるソフィアをメイドに雇おうと強要し、行きがかりでソフィアは白人市長を殴り投獄された。面会日ごとに訪問するセリー。6年も収監されたソフィアは1936年に釈放されたが、市長夫人のメイドにされて、家に帰ることも許されなかった。
市長夫人から解放されたソフィアはアルバートの家でハーポと同居したが、癈人同様に落ち込んだ。そんなある日、結婚した夫とセリーを訪ねて来るシュグ。セリーは今度こそアルバートと決別する決意を固めて、シュグと共にメンフィスに向けて旅立った。セリーの出発を目にして、元来の生気を取り戻すソフィア。
1945年。アルバートの農園は害虫の被害で大打撃を受け、セリーはシュグの元で穏やかに暮らしていた。そんな時にセリーの父親が死に、実の父ではなかった事が判明した。セリーの父親は母の最初の結婚相手で、母親名義だったジョージア州の家と店舗を相続するセリー。
ジョージア州の町に戻り、店舗で流行のパンツ(男女兼用の長ズボン)の店を開いて自立するセリー。一方、農園もうまく行かず、孤独なアルバートは、改心してセリーとの復縁を望んでいた。そんなアルバートに郵便配達がネティからの手紙を渡した。英国に村を焼かれ、帰国したいとセリーの助けを求めるネティ。アルバートは独断で入国管理局に赴き、農園の一部を売ってネティたちの帰国費用を作った。
改心した様子のアルバートを復活祭のガーデンパーティーに招待するセリー。一方のシュグは教会で父親と、ゴスペルを歌い、ようやく仲直りを果たした。復活祭の当日、アルバートの計らいでパーティー会場に現れるネティ。セリーの生んだ子供のアダムとオリビアと、アダムの妻子まで紹介されて、セリーは幸せに浸った。

## キャスト
※括弧内は日本語吹替。
- セリー・ハリス＝ジョンソン：ファンテイジア・バリーノ（英語版）（渡辺明乃）
- シュグ・エイヴリー：タラジ・P・ヘンソン（浅野まゆみ）(1985年版の字幕ではシャグと表記)
- ソフィア：ダニエル・ブルックス[注 1]（斉藤貴美子）
- アルバート・“ミスター”・ジョンソン：コールマン・ドミンゴ（さかき孝輔）
  - 老年期のミスター：ルイス・ゴセット・ジュニア
- ハーポ：コーリー・ホーキンズ（藤井隼）
- メアリー“スクィーク”：H.E.R.（折井あゆみ）
- ネッティ：ハリー・ベイリー（牧紅葉）
  - 晩年のネッティ：シアラ
- ママ：アーンジャニュー・エリス
- グレイディ：ジョン・バティステ
- サミュエル・エイヴリー牧師：デヴィッド・アラン・グリア
- アルフォンソ：デオン・コール（英語版）
- ミス・ミリー：エリザベス・マーヴェル
- 助産師：ウーピー・ゴールドバーグ（カメオ出演）

## 作品の評価
Rotten Tomatoesによれば、255件の評論のうち高評価は81%にあたる206件で、平均点は10点満点中7.2点、批評家の一致した見解は「前作の映画化作品の伝統を継承しつつ、舞台ミュージカルの要素を取り入れた『カラーパープル』は、トラウマに直面しても立ち直る力を証明する作品として観客を喜ばせている。」となっている。
Metacriticによれば、49件の評論のうち、高評価は34件、賛否混在は15件、低評価はなく、平均点は100点満点中72点となっている。